# NGC 4869
NGC 4869 ist eine 13,8 mag helle elliptische Galaxie (und zugleich eine Radiogalaxie) vom Hubble-Typ E3 im Sternbild Haar der Berenike. Die Galaxie ist etwa 307 Millionen Lichtjahre von der Milchstraße entfernt.
NGC 4869 gehört zum Coma-Galaxienhaufen und wurde zusammen mit NGC 4872 oder NGC 4874 am 11. April 1785 von Wilhelm Herschel mit einem 18,7-Zoll-Spiegelteleskop entdeckt, der dabei nur „two of them“ notierte.